# 判断力批判
《判断力批判》（德語：Kritik der Urteilskraft，初版于1790年），因出版于《纯粹理性批判》和《實踐理性批判》之后而常被称作“第三批判”，是伊曼努尔·康德的一部哲学著作。主要是闡明人類在理性與感性的判斷力。

## 中译本
- 1964年  商务印书馆出版
  - 上卷  宗白华译
  - 下卷  韦卓民译
- 1992年  牟宗三译本  台湾学生书局出版
- 2002年  邓晓芒译本  人民出版社出版
- 2007年  李秋零译本  《康德著作全集》（第五卷）  中国人民大学出版社出版
- 2013年  曹俊峰译本  《美，以及美的反思---康德美學全集》金城出版社出版